# Araeopaschia demotis
Araeopaschia demotis är en fjärilsart som beskrevs av Edward Meyrick 1887. Araeopaschia demotis ingår i släktet Araeopaschia och familjen mott. Inga underarter finns listade i Catalogue of Life.